# Tigre (Buenos Aires)
Tigre é uma importante cidade no partido de Tigre, na província de Buenos Aires, na Argentina. Pertence à Grande Buenos Aires.
Experimentou, a partir da década de 1990, uma enorme valorização imobiliária, com a construção de grandes empreendimentos, como Nordelta, Santa Bárbara, Santa María de Tigre, Altamira, Villanueva etc.

## População
De acordo com o censo de 2001 realizado pelo Instituto Nacional de Estatística e Censos da Argentina, a cidade possui 31 106 habitantes, sendo a quinta localidade mais povoada do partido.

## Galeria

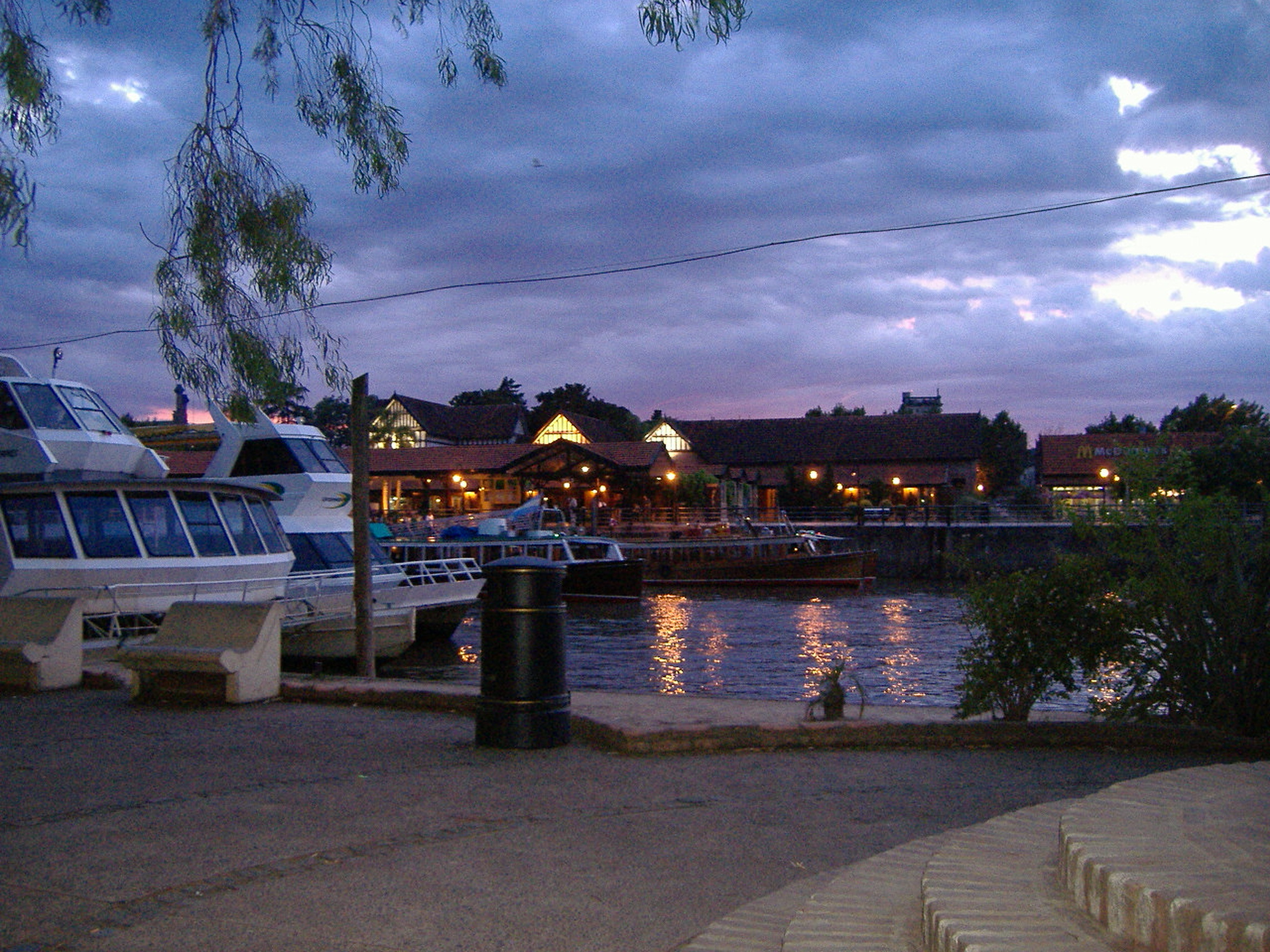
Alvorada no porto de Tigre
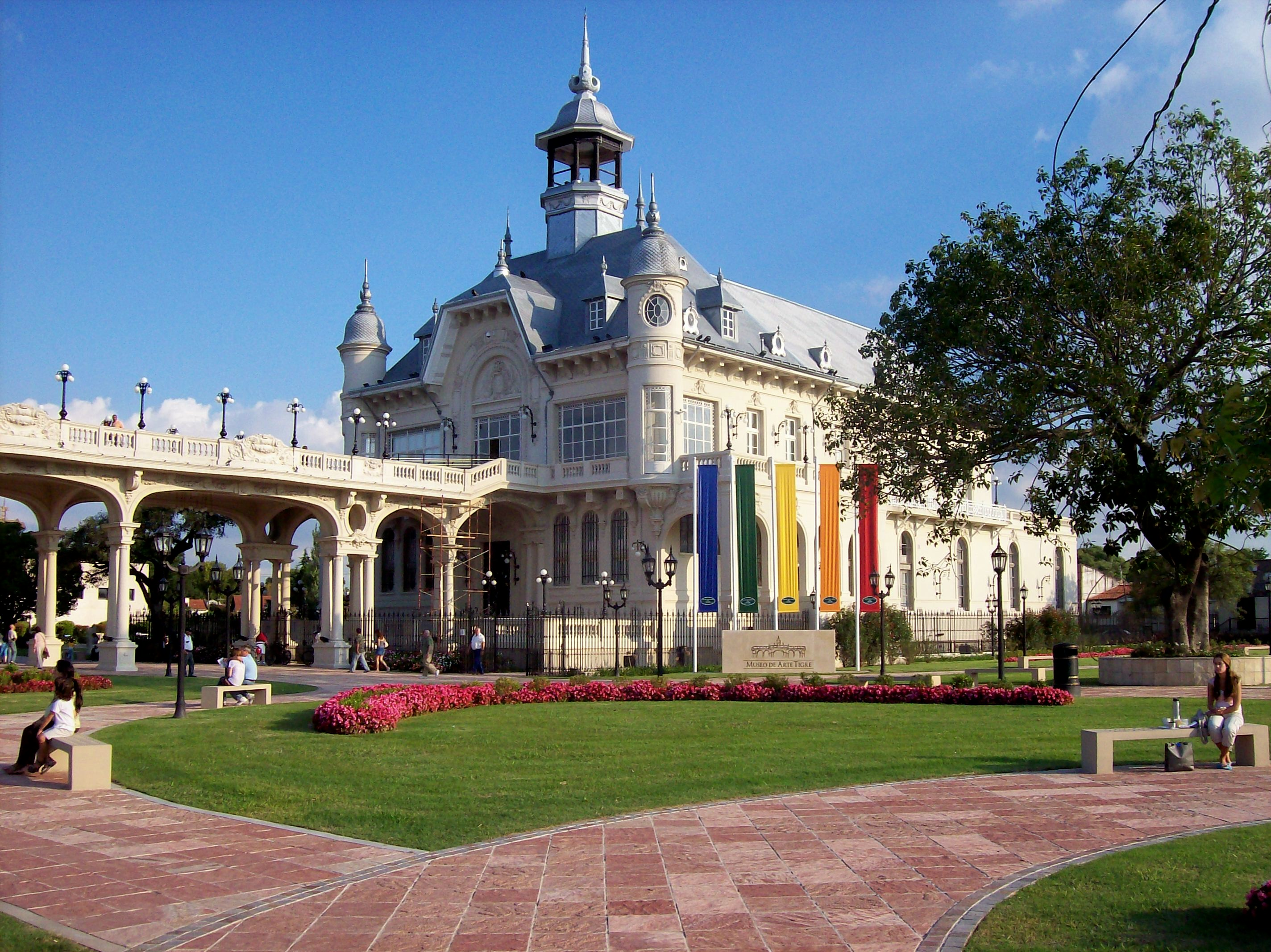
Museu de Arte de Tigre
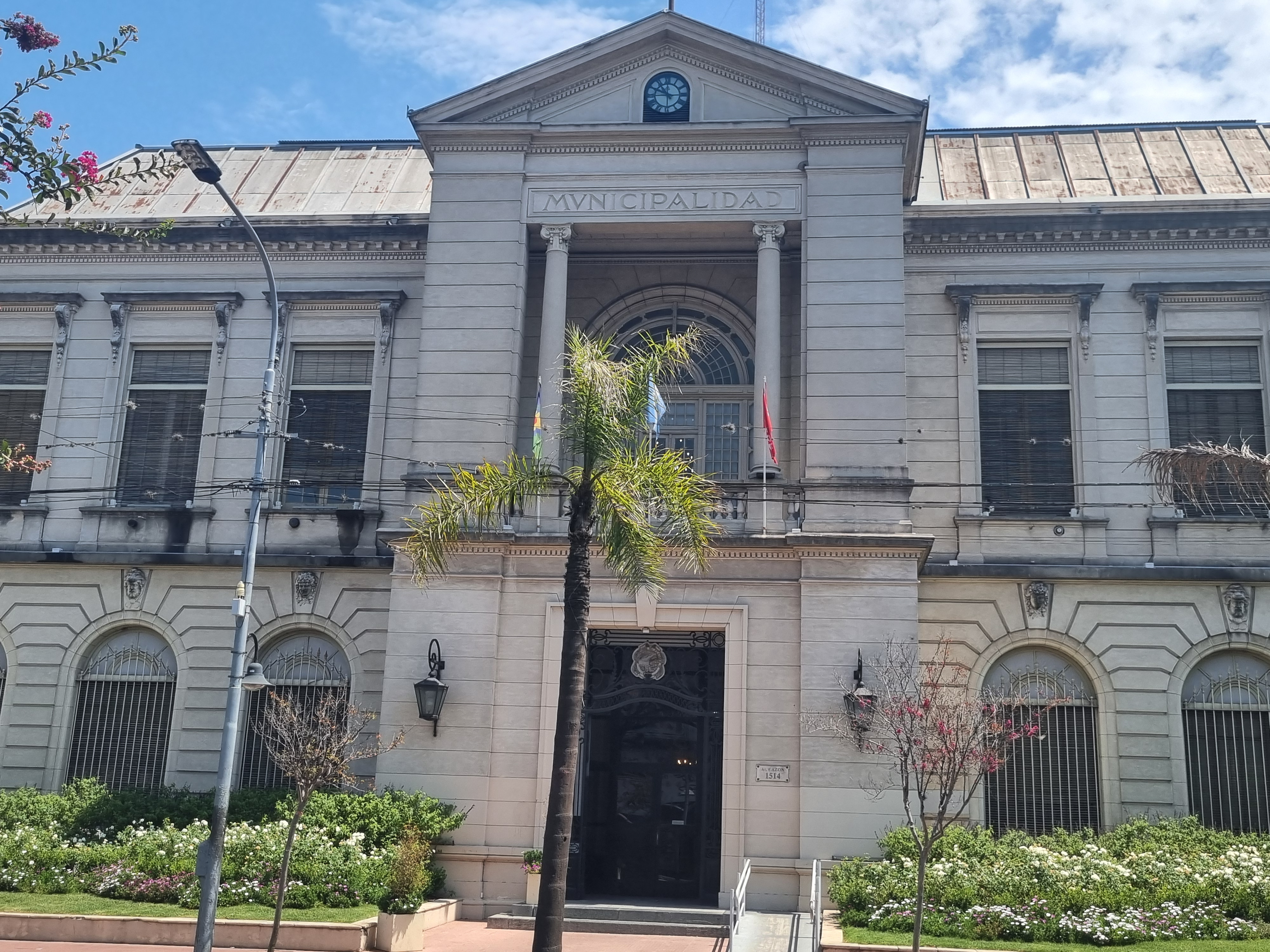
Prefeitura de Tigre
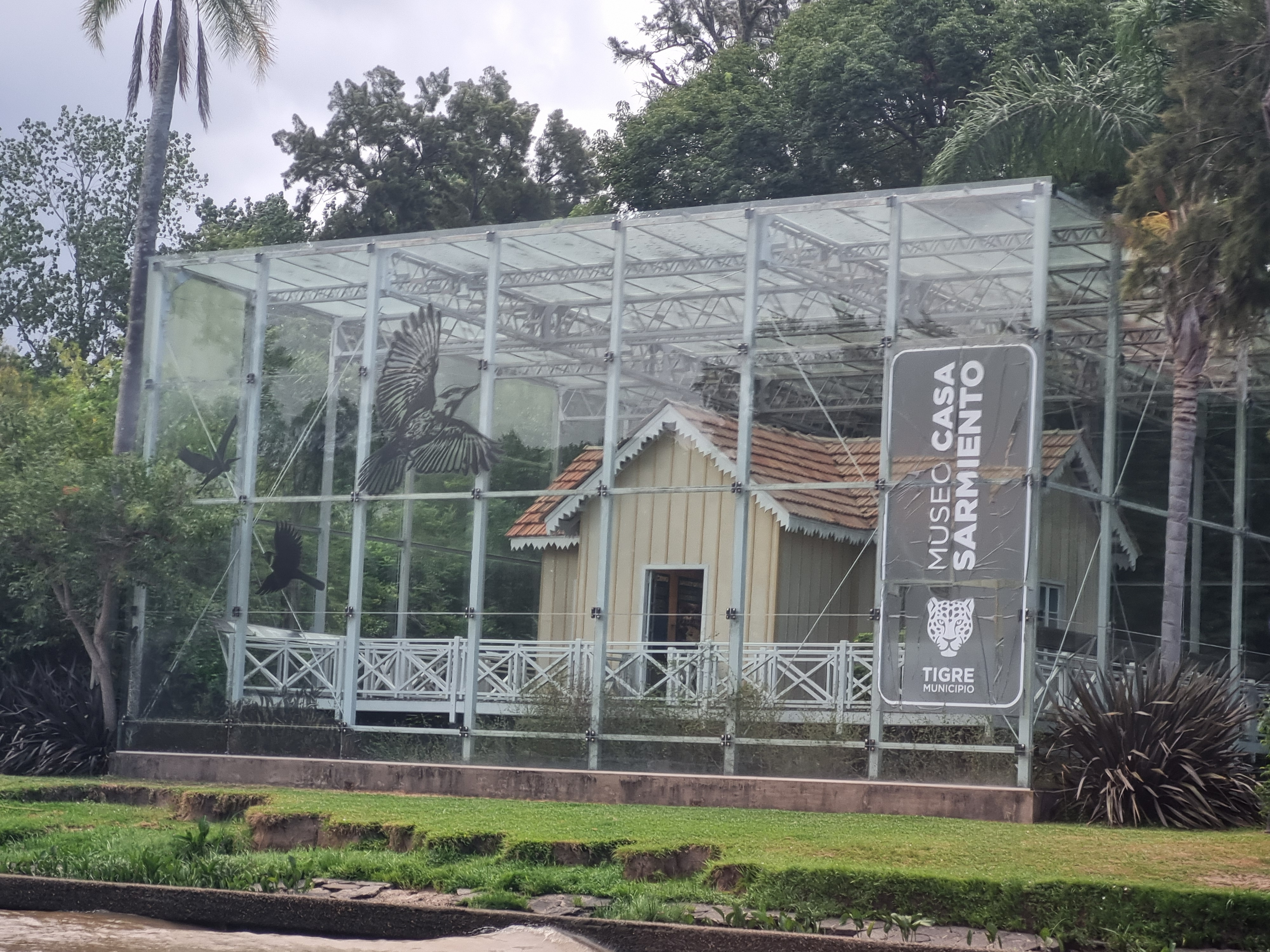
Museu Casa Sarmiento de Tigre